# Andrenidae
Andrenidae Latreille, 1802 è una famiglia di insetti imenotteri apoidei.

## Tassonomia
Comprende le seguenti sottofamiglie e generi:
- Sottofamiglia Alocandreninae
  - Alocandrena (Michener, 1986) (1 sp.)

- Sottofamiglia Andreninae Latreille, 1802
  - Ancylandrena (Cockerell, 1930)
  - Andrena (Fabricius, 1775)
  - Euherbstia Friese, 1925 (1 sp.)
  - Megandrena (Cockerell, 1927)
  - Melittoides Friese
  - Orphana (Vachal, 1909)

- Sottofamiglia Oxaeinae Ashmead, 1899
  - Oxaea (Klug, 1807)
  - Protoxaea (Cockerell & Porter, 1899)

- Sottofamiglia Panurginae Leach, 1815
  - Tribù Calliopsini
    - Acamptopoeum Cockerell
    - Arhysosage Brèthes
    - Calliopsis Smith
    - Callonychium Brèthes
    - Spinoliella Ashmead

  - Tribù Melitturgini
    - Melitturga Latreille
    - Meliturgula Friese
    - Mermiglossa Friese
    - Plesiopanurgus Cameron

  - Tribù Neffapini
    - Neffapis Ruz (1 sp.)

  - Tribù Panurgini
    - Avpanurgus Warncke
    - Camptopoeum Spinola
    - Panurginus Nylander
    - Panurgus Panzer

  - Tribù Perditini
    - Macrotera Smith
    - Perdita Smith

  - Tribù Protandrenini
    - Anthemurgus Robertson
    - Anthrenoides Ducke
    - Chaeturginus Lucas de Oliveira & Moure
    - Liphanthus Reed
    - Parapsaenythia Friese
    - Protandrena Cockerell
    - Psaenythia Gerstaecker
    - Pseudopanurgus Cockerell
    - Rhophitulus Ducke
    - Stenocolletes Schrottky

  - Tribù Protomeliturgini
    - Protomeliturga Ducke (1 sp.)